# فيليبي إنريكي أمايا
فيليبي إنريكي أمايا (بالإسبانية: Felipe Enrique Amaya)‏ (3 نوفمبر 1988 في السلفادور - ) هو لاعب كرة قدم سلفادوري في مركز حراسة المرمى. شارك مع منتخب السلفادور لكرة القدم. أما مع النوادي، فقد لعب مع C.D. Vista Hermosa ‏ وAtlético Balboa ‏ وC.D. Dragón ‏ وC.D. Fuerte San Francisco ‏ ونادي لويس أنخيل فيربو.

## وصلات خارجية
- فيليبي إنريكي أمايا على موقع قاعدة بيانات كرة القدم.إي يو (الإنجليزية)